# 静脈 (Plastic Treeの曲)
「静脈」は、Plastic Treeの通算31枚目のシングル。2012年2月29日発売。発売元はビクターエンタテインメント。

## 概要
前作『みらいいろ』から約1年2ヶ月半ぶりのシングル。
FlyingStar Recordsにレーベル移籍後初のシングル。メジャーデビュー15周年メモリアルイヤーシングルの第一弾。
通常盤A、通常盤B、初回限定盤A、初回限定盤Bの4タイプ発売。通常版のみ、初期の楽曲のセルフカバー作品を収録。
通常版Aには「鳴り響く、鐘 (Rebuild)」、通常版Bには「痛い青 (Rebuild)」がそれぞれ収録されている。初回限定盤A・Bのみ「静脈(2011年12月9日台湾・初演版)」が収録されている。
また、初回限定盤Aのみ「静脈 Music Video」、「長編特典映像〜青の回想録編〜」を収録したDVD付き。初回限定盤Bのみ「十五周年樹念映像作品『静脈』」、「長編特典映像〜青の新年会編〜」を収録したDVD付き。

## 収録曲

### 通常盤A
1. 静脈
  - 作詞：有村竜太朗、作曲：長谷川正、編曲：Plastic Tree
2. 鳴り響く、鐘 (Rebuild)
  - 作詞：有村竜太朗、作曲：長谷川正、編曲：Plastic Tree
3. 静脈 (Instrumental)

### 通常盤B
1. 静脈
2. 痛い青 (Rebuild)
  - 作詞：有村竜太朗、作曲：長谷川正、編曲：Plastic Tree
3. 静脈 (Instrumental)

### 初回限定盤A
CD
1. 静脈
2. 静脈 (2011年12月9日台湾・初演版)
3. 静脈 (Instrumental)

DVD
1. 静脈 Music Video
2. 長編特典映像〜青の回想録編〜

### 初回限定盤B
CD
1. 静脈
2. 静脈 (2011年12月9日台湾・初演版)
3. 静脈 (Instrumental)

DVD
1. 十五周年樹念映像作品「静脈」
2. 長編特典映像〜青の新年会編〜

## 収録アルバム
- オリジナル『インク』（#1）
- セルフカバー『Hide and Seek (Rebuild)』（通常盤B#2）